# Hydroporus carri
Hydroporus carri är en skalbaggsart som beskrevs av Helen K. Larson 1975. Hydroporus carri ingår i släktet Hydroporus och familjen dykare. Inga underarter finns listade i Catalogue of Life.